# Protocucurbitaria
Protocucurbitaria är ett släkte av svampar. Protocucurbitaria ingår i ordningen Pleosporales, klassen Dothideomycetes, divisionen sporsäcksvampar och riket svampar.
|                   | Pleomassariaceae                             |
|                   |                                              |
|                   | Naetrocymbaceae                              |
|                   |                                              |
|                   | Dacampiaceae                                 |
|                   |                                              |
|                   | Arthopyreniaceae                             |
|                   |                                              |
|                   | Aigialaceae                                  |
|                   |                                              |
|                   | Amniculicolaceae                             |
|                   |                                              |
|                   | Corynesporascaceae                           |
|                   |                                              |
|                   | Cucurbitariaceae                             |
|                   |                                              |
|                   | Delitschiaceae                               |
|                   |                                              |
|                   | Diademaceae                                  |
|                   |                                              |
|                   | Didymosphaeriaceae                           |
|                   |                                              |
|                   | Dothidotthiaceae                             |
|                   |                                              |
|                   | Fenestellaceae                               |
|                   |                                              |
|                   | Leptosphaeriaceae                            |
|                   |                                              |
|                   | Lindgomycetaceae                             |
|                   |                                              |
|                   | Lophiostomataceae                            |
|                   |                                              |
|                   | Massarinaceae                                |
|                   |                                              |
|                   | Melanommataceae                              |
|                   |                                              |
|                   | Montagnulaceae                               |
|                   |                                              |
|                   | Morosphaeriaceae                             |
|                   |                                              |
|                   | Mytilinidiaceae                              |
|                   |                                              |
|                   | Parodiellaceae                               |
|                   |                                              |
|                   | Phaeosphaeriaceae                            |
|                   |                                              |
|                   | Phaeotrichaceae                              |
|                   |                                              |
|                   | Pleosporaceae                                |
|                   |                                              |
|                   | Sporormiaceae                                |
|                   |                                              |
|                   | Testudinaceae                                |
|                   |                                              |
|                   | Tetraplosphaeriaceae                         |
|                   |                                              |
|                   | Tubeufiaceae                                 |
|                   |                                              |
|                   | Venturiaceae                                 |
|                   |                                              |
|                   | Zopfiaceae                                   |
|                   |                                              |
|                   | Phoma                                        |
|                   |                                              |
|                   | Speira                                       |
|                   |                                              |
|                   | Centrospora                                  |
|                   |                                              |
|                   | Mycocentrospora                              |
|                   |                                              |
|                   | Pyrenochaeta                                 |
|                   |                                              |
|                   | Stagonosporopsis                             |
|                   |                                              |
|                   | Ascochyta                                    |
|                   |                                              |
|                   | Anguillospora                                |
|                   |                                              |
|                   | Sporidesmium                                 |
|                   |                                              |
|                   | Ascochytula                                  |
|                   |                                              |
|                   | Ascochytella                                 |
|                   |                                              |
|                   | Sporocybe                                    |
|                   |                                              |
|                   | Periconia                                    |
|                   |                                              |
|                   | Berkleasmium                                 |
|                   |                                              |
|                   | Didymella                                    |
|                   |                                              |
|                   | Herpotrichia                                 |
|                   |                                              |
|                   | Dictyosporium                                |
|                   |                                              |
|                   | Fusculina                                    |
|                   |                                              |
|                   | Briansuttonia                                |
|                   |                                              |
|                   | Leptosphaerulina                             |
|                   |                                              |
|                   | Elegantimyces                                |
|                   |                                              |
|                   | Phaeostagonospora                            |
|                   |                                              |
|                   | Massariosphaeria                             |
|                   |                                              |
|                   | Extrusothecium                               |
|                   |                                              |
|                   | Ascoronospora                                |
|                   |                                              |
|                   | Hyalobelemnospora                            |
|                   |                                              |
|                   | Immotthia                                    |
|                   |                                              |
|                   | Helicascus                                   |
|                   |                                              |
|                   | Dactuliophora                                |
|                   |                                              |
|                   | Clavariopsis                                 |
|                   |                                              |
|                   | Subbaromyces                                 |
|                   |                                              |
|                   | Pseudochaetosphaeronema                      |
|                   |                                              |
|                   | Coronospora                                  |
|                   |                                              |
| Protocucurbitaria | \| \| Protocucurbitaria ribicola \| \| \| \| |
|                   | \| \| Protocucurbitaria ribicola \| \| \| \| |
|                   | Pseudotrichia                                |
|                   |                                              |
|                   | Trematosphaeriopsis                          |
|                   |                                              |
|                   | Passerinula                                  |
|                   |                                              |
|                   | Metameris                                    |
|                   |                                              |
|                   | Neopeckia                                    |
|                   |                                              |
|                   | Cheiromoniliophora                           |
|                   |                                              |
|                   | Digitodesmium                                |
|                   |                                              |
|                   | Boeremia                                     |
|                   |                                              |
|                   | Amarenomyces                                 |
|                   |                                              |
|                   | Setomelanomma                                |
|                   |                                              |
|                   | Didymocrea                                   |
|                   |                                              |
|                   | Wettsteinina                                 |
|                   |                                              |
|                   | Letendraea                                   |
|                   |                                              |
|                   | Rhopographus                                 |
|                   |                                              |
|                   | Shiraia                                      |
|                   |                                              |
|                   | Farlowiella                                  |
|                   |                                              |
|                   | Paraliomyces                                 |
|                   |                                              |
|                   | Macroventuria                                |
|                   |                                              |
|                   | Neophaeosphaeria                             |
|                   |                                              |
|                   | Pseudodidymella                              |
|                   |                                              |
|                   | Mycodidymella                                |
|                   |                                              |
|                   | Ochrocladosporium                            |
|                   |                                              |
|                   | Cheirosporium                                |
|                   |                                              |
|                   | Margaretbarromyces                           |
|                   |                                              |
|                   | Versicolorisporium                           |
|                   |                                              |
|                   | Monoblastiopsis                              |
|                   |                                              |
|                   | Ocala                                        |
|                   |                                              |
|                   | Lentithecium                                 |
|                   |                                              |
|                   | Tingoldiago                                  |
|                   |                                              |
|                   | Wicklowia                                    |
|                   |                                              |
|                   | Aquaticheirospora                            |
|                   |                                              |
|                   | Ascorhombispora                              |
|                   |                                              |
|                   | Protocucurbitaria ribicola                   |
|                   |                                              |

|  | Protocucurbitaria ribicola |
|  |                            |